# Bjarne Ansbøl
Bjarne Amorøe Ansbøl (ur. 3 lipca 1937 w KOpenhadze) – duński zapaśnik walczący w stylu klasycznym. Olimpijczyk z Rzymu 1960, gdzie zajął dziewiąte miejsce w kategorii 73 kg.
Wicemistrz świata w 1962. Wicemistrz nordycki w 1965 roku.
Dziewięciokrotny mistrz Danii w latach: 1958, 1962, 1963, 1965 – 1967, 1969 – 1971; drugi w 1959, 1960, 1964 i 1972, a trzeci w 1956 i 1961 roku.